# Letači velikog neba (1977.)
Letači velikog neba, hrvatski dugometražni film iz 1977. godine.
Prizori su snimani u Draguću.